# Nabo (Vila Flor)
Nabo ist ein Ort und eine ehemalige Gemeinde (Freguesia) im portugiesischen Kreis Vila Flor. Die Gemeinde hatte 142 Einwohner (Stand 30. Juni 2011).
Am 29. September 2013 wurden die Gemeinden Nabo und Vila Flor zur neuen Gemeinde União das Freguesias de Vila Flor e Nabo zusammengeschlossen.